# Oregon Center for Advanced Technology Education
Az Oregon Center for Advanced Technology Education (OCATE) az Amerikai Egyesült Államok Oregon államának műszaki felsőoktatásának fejlesztését célzó iskola volt Hillsboro városban, amit 1985-ben alapított az Oregoni Felsőoktatási Tanács. Később a Portlandi Állami Egyetembe olvadt, 2006-ban pedig megszűnt.

## Története
1985-ben hozták létre az állami műszaki egyetemek közötti együttműködés szorgalmazására. Az alapításhoz egymillió dollárt az állami szerencsejáték-szervezet biztosított, az első kurzusokat a Tektronix vállalat székhelyén tartották. Egyik alapítójaként Tom Bruggere politikust, a szervezet egykori elnökét tartják számon. Az Oregoni Mesterképzési Műszaki Intézetek Közösségéhez hasonlóan az állami intézményekkel foglalkozott. 1988-tól az oktatás részben az Oregon Graduate Centerben zajlott, 1991-ben pedig összevonták a Lintner Centerrel. 1989-ben Justin Rattnert, az Intel vezető fejlesztőjét díjazták.
1992-ben az állami megszorítások miatt 22 munkatársat elbocsátottak. 1994-ben a NASA pilot projektje keretében az OCATE és az Oregoni Egészségtudományi Egyetem között 4,5 millió dollárból nagy sebességű (155 Mbps) hálózati kapcsolatot építettek ki. 1995-ben a Tektronix egykori gyárába (Capital Center) költözött, 1996-ban pedig előadás-sorozat indult. 2003-ban távoktatási formára állt át, 2006-ban pedig a Portlandi Állami Egyetem Kiterjesztett Tanulmányok Intézetébe olvadt. A szervezeti egység 2012-ben megszűnt, ezért az OCATE a mérnöki főiskolához került.
A Portlandi Közösségi Főiskola Willow Creek campusán technológiai menedzsment és villamosmérnöki kurzusok indulnak.

## Célja
Küldetése az állami műszaki mesterképzéseket indító intézmények együttműködésének javítása, valamint szakértőknek az államba csábítása volt.

## Fordítás
- Ez a szócikk részben vagy egészben  az   Oregon Center for Advanced Technology Education című angol Wikipédia-szócikk ezen változatának fordításán alapul.  Az eredeti cikk szerkesztőit annak laptörténete sorolja fel. Ez a jelzés csupán a megfogalmazás eredetét és a szerzői jogokat jelzi, nem szolgál a cikkben szereplő információk forrásmegjelöléseként.